# Белянин, Григорий Иванович
Григо́рий Ива́нович Беля́нин (29 февраля 1924, Поланур, Краснококшайский кантон, Марийская автономная область, РСФСР — 3 ноября 1978, Йошкар-Ола, Марийская АССР, РСФСР) — марийский советский деятель сельского хозяйства. Председатель колхоза имени В. И. Ленина Медведевского района Марийской АССР (1955—1975), отличник социалистического соревнования. Участник Великой Отечественной войны и советско-японской войны. Член КПСС с 1953 года.

## Биография
Родился 29 февраля 1924 года в деревне Поланур ныне Медведевского района Марий Эл.
В 1942 году окончил 10 классов Цибикнурской школы Медведевского района Марийской АССР.
В августе 1942 года призван в РККА. Участник Великой Отечественной войны: командир стрелкового отделения 95 гвардейского стрелкового полка 250 стрелковой дивизии 5 гвардейской армии на Западном фронте. Был тяжело ранен. В советско-японской войне — командир танка 248 отдельной запасной бронетанковой роты, младший лейтенант. Демобилизовался из армии в июне 1946 года.
В 1947 году окончил торгово-кооперативную школу в г. Йошкар-Оле.
С 1949 года находился на административных должностях в родном районе. В 1953 году вступил в КПСС.
В 1955—1975 годах — председатель колхоза имени В. И. Ленина Медведевского района Марийской АССР. Хозяйство под его руководством добилось хороших результатов: вошло в число ведущих в республике (переходящие знамёна Минсельхоза СССР и ВЦСПС). Основной доход в хозяйстве приносил лён, развивались подсобные производства. 
В колхозе была откормлена и продана государству одна свинья на два гектара пашни! Опытом колхозной работы поделился в брошюре «За 73 центнера свинины на 100 гектаров пашни», изданной в Йошкар-Оле в 1961 году. 
Скончался 3 ноября 1978 года в Йошкар-Оле. Похоронен на родине.

## Награды

### Трудовые
- Отличник социалистического соревнования сельского хозяйства РСФСР (22 января 1963)[4]
- Орден Трудового Красного Знамени (1971)[1]
- Орден «Знак Почёта» (1966)[1]
- Медаль «За доблестный труд. В ознаменование 100-летия со дня рождения Владимира Ильича Ленина» (1970)
- Почётная грамота Президиума Верховного Совета РСФСР (1965)[1]
- Почётная грамота Президиума Верховного Совета Марийской АССР (1960, 1974)[1]

### Боевые
- Орден Красной Звезды (24.09.1966)[2]
- Медаль «За победу над Германией в Великой Отечественной войне 1941—1945 гг.» (09.05.1945)[2]
- Медаль «За победу над Японией» (30.09.1945)[2]